# Байрак, Виталий Васильевич
Виталий (в миру Владимир Васильевич Байрак) (укр. Віталій Володимир Васильович Байрак; 24 февраля 1907, село Швайковцы, Чертковский уезд, Австро-Венгрия — 16 мая 1946, Дрогобыч, Украинская ССР) — иеромонах Украинской грекокатолической церкви, василианин.
Беатифицирован 27 июня 2001 года Римским папой Иоанном Павлом II.

## Биография
В 1924 году Виталий Байрак поступил в грекокатолический монастырь.
В 1933 году был рукоположен в священника. С 1941 года Виталий Байрак исполнял обязанности игумена в монастыре, находившегося в городе Дрогобыч. После окончания II Мировой войны на Украине начались преследования грекокатолического духовенства.
17 сентября 1945 года Виталий Байрак был арестован НКВД и приговорён к восьми годам лагерей. Виталий Байрак умер в 1946 году во время пребывания в дрогобычской тюрьме.

## Прославление
Виталий Байрак был беатифицирован 27 июня 2001 года Римским папой Иоанном Павлом II.